# حد الرجم

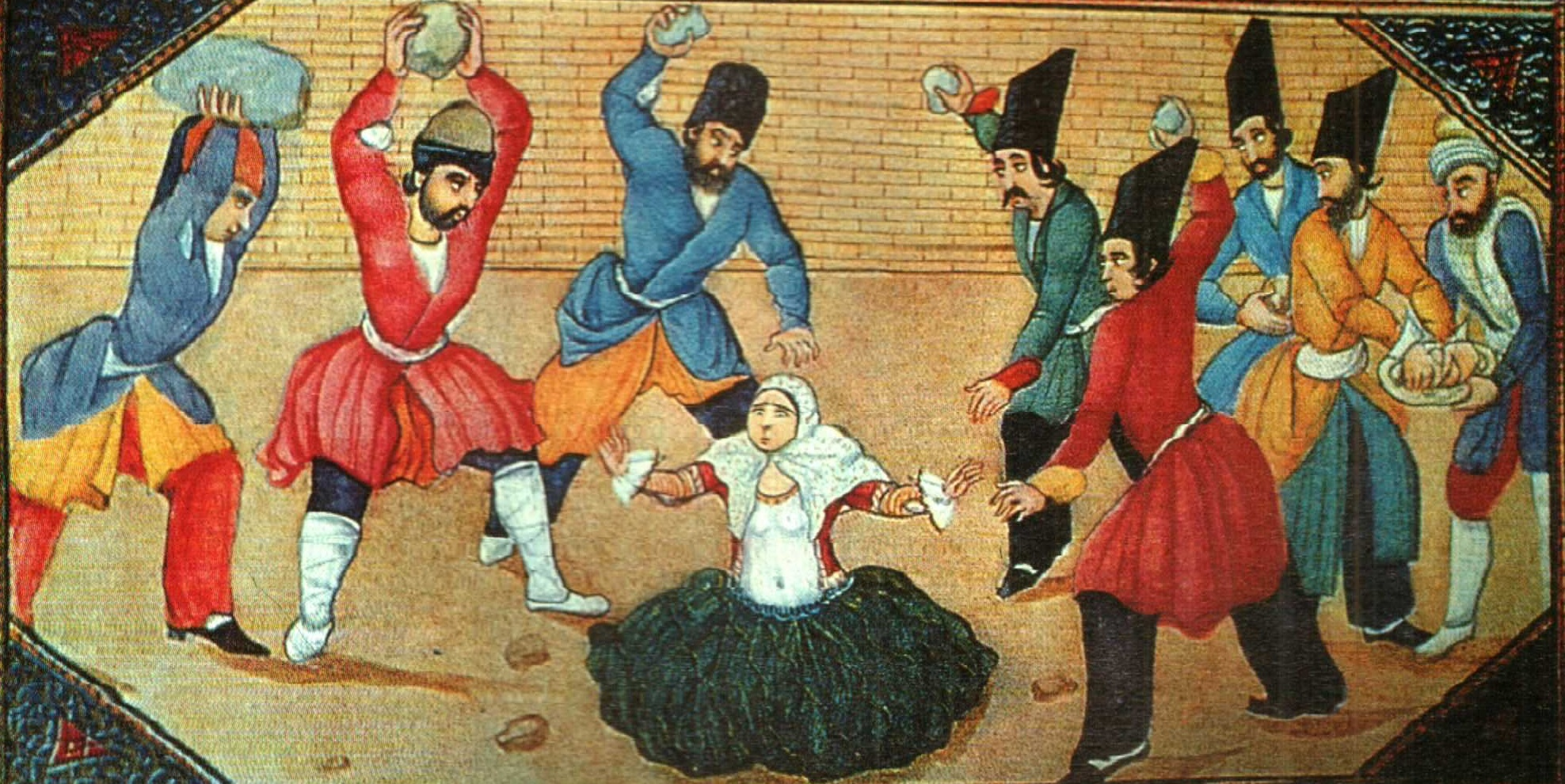
رسم توضيحي لرجم زانية بالحجارة من كتاب ألف ليلة وليلة

حد الرجم هو أحد أنواع العقوبات التي يتم تطبيقها على الرجل والمرأة المتزوجين في حال وقوع الزنا. يطبق هذا الحكم حاليا في إيران، باكستان، بعض ولايات نيجيريا، وسجلت حالات طبقت فيها هذه العقوبة في المناطق التي تسيطر عليها الجماعات الإسلامية في الصومال في المملكة العربية السعودية لم يطبق حد الرجم منذ عشرات السنين لصعوبة توفر شروط توقيعه كما جاءت في الشريعة الإسلامية.

## الرجم في اليهودية
ورد في التوراة ما يبين حد الرجم في حق من فارق الدين أو من اقترف جريمة الزنا وهو محصن.
سفر التثنية - الإصحاح 13 (ترجمة كتاب الحياة)
- 6. وإذا أضلك سرا أخوك ابن أمك، أو ابنك أو ابنتك، أو زوجتك المحبوبة، أو صديقك الحميم قائلا: لنذهب ونعبد آلهة أخرى غريبة عنك وعن آبائك
- 7. من آلهة الشعوب الأخرى المحيطة بك أو البعيدة عنك من أقصى الأرض إلى أقصاها،
- 8. فلا تستجب له ولا تصغ إليه، ولا يشفق قلبك عليه، ولا تترَأف به، ولا تتستر عليه.
- 9. بل حتما تقتله. كن أنت أول قاتليه، ثم يعقبك بقية الشعب.
- 10. ارجمه بالحجارة حتى يموت، لأنه سعى أن يضلك عن الرب إلهك الذي أخرجك من ديار مصر من نير العبودية،
- 11. فيشيع الخبر بين الإسرائيليين جميعهم ويخافون، ولا يعاودون ارتكاب مثل هذا الأمر الشنيع بينكم.
- 12. إن سمعتم عن إحدى مدنكم التي يهبها الرب إلهكم لتسكنوا فيها،
- 13. أن بعض الفاسقين قد خرجوا من بينكم وضللوا سكان مدينتهم قائلين: لنذهب ونعبد آلهة أخرى غريبة عنكم
- 14. فافحصوا الأمر أولا وتحققوا منه بدقة. فإن تبين لكم صدقه، وثبت أن هذا الأمر الشنيع قد جرى فعلا،
- 15. فاقضوا قضاء على سكان تلك المدينة وعلى بهائمهم واقتلوهم بحد السيف.
- 16. واجمعوا كل أمتعتها وكوموها في وسط ساحتها وأحرقوا المدينة مع كل أمتعتها كاملة، انتقاما للرب، فتصبح تلا خرابا إلى الأبد لا تبنى بعد.

سفر التثنية - الإصحاح 17 (ترجمة كتاب الحياة)
- 2. إذا ارتكب بينكم، رجل أو امرأة، مقيم في إحدى مدنكم التي يورثكم إياها الرب إلهكم، الشر في عيني الرب متعديا عهده،
- 3. فغوى وعبد آلهة أخرى وسجد لها أو للشمس أو للقمر أو لأي من كواكب السماء مما حظرته عليكم،
- 4. وشاع خبره، فسمعتم به، وتحققتم بعد فحص دقيق أن ذلك الرجس اقترف في إسرائيل،
- 5. فأخرجوا ذلك الرجل أو تلك المرأة، الذي ارتكب ذلك الإثم إلى خارج المدينة، وارجموه بالحجارة حتى يموت.
- 6. لا تقتله إلا بعد أن تقوم عليه شهادة اثنين أو ثلاثة ويحظر أن تقتل بموجب شهادة واحد فقط.
- 7. ويكون الشهود هم أول من يرجمونه، ثم يتعاقب عليه الشعب. فتستأصلون عندئذ الشر من بينكم.
- 8. إذا تعذر عليكم إصدار حكم في قضية سفك دم أو دعوى حق أو اعتداء بالضرب، مما يجري من أمور الخصومات في مدنكم، فقوموا وامضوا إلى المكان الذي يختاره الرب إلهكم،

سفر التثنية - الإصحاح 22 (ترجمة كتاب الحياة)
- 20. ولكن إن ثبتت صحة التهمة، ولم تكن الفتاة عذراء حقا،
- 21. يؤتى بالفتاة إلى باب بيت أبيها ويرجمها رجال مدينتها بالحجارة حتى تموت، لأنها ارتكبت قباحة في إسرائيل، وزنت في بيت أبيها. وبذلك تستأصلون الشر من بينكم.
- 22. وإذا ضبطتم رجلا مضطجعا مع امرأة متزوجة تقتلونهما كليهما، فتنزعون الشر من وسطكم.
- 23. وإذا التقى رجل بفتاة مخطوبة لرجل آخر في المدينة وضاجعها،
- 24. فأخرجوهما كليهما إلى ساحة بوابة تلك المدينة، وارجموهما بالحجارة حتى يموتا، لأن الفتاة لم تستغث وهي في المدينة، والرجل لأنه اعتدى على خطيبة الرجل الآخر، فتستأصلون الشر من وسطكم.
- 25. ولكن إن التقى ذلك الرجل بالفتاة المخطوبة في الحقل، وأمسكها وضاجعها، يرجم الرجل وحده ويموت،
- 26. وأما الفتاة فلا ترجم، لأنها لم ترتكب خطيئة جزاؤها الموت، بل تكون كرجل هاجمه آخر وقتله،
- 27. لأنه لابد أن تكون الفتاة المخطوبة قد استغاثت في الخلاء حيث وجدها الرجل، فلم يأت من ينقذها.
- 28. وإذا وجد رجل فتاة عذراء غير مخطوبة فأمسكها وضاجعها وضبطا معا،
- 29. يدفع الرجل الذي ضاجع الفتاة خمسين قطعة من الفضة ويتزوجها، لأنه قد اعتدى عليها. ولا يقدر أن يطلقها مدى حياته.

## حد الرجم في الإسلام
في الإسلام، الرجم هو أحد أنواع الحدود الشرعية، الثابتة بالإجماع، ودلت على ثبوته نصوص السنة النبوية، فقد ورد في الحديث النبوي «أن رجلا من أسلم أتى النبي صلى الله عليه وسلم وهو في المسجد فقال : أنه قد زنى، فأعرض عنه، فتنحى لشقه الذي أعرض، فشهد على نفسه أربع شهادات، فدعاه فقال : (هل بك جنون، هل أحصنت). قال : نعم، فأمر أن يرجم بالمصلى، فلما إذلقته الحجارة جمز حتى أدرك بالحرة فقتل» رواه البخاري. فهو أحد أحكام الحدود الثابتة في الشرع على الزاني المحصن، وهو ثابت بإجماع الصحابة ومن بعدهم. وهو مذهب جمهور الفقهاء والمحدثين. ورد في شرح صحيح مسلم أن الخوارج وبعض من وافقهم أنكروا حد الرجم. وجاء في شرح صحيح البخاري أن الخوارج وبعض المعتزلة أنكروا حد الرجم بحجة أنه لا يوجد في القرآن ما يدل على الرجم، ومن لازم هذا أنهم لم يحتجوا بالأحاديث النبوية، ولا بأقوال الصحابة.

### أدلة ثبوت حد الرجم في السنة النبوية
ثبت في الصحيحين وغيرهما من كتب الحديث المعتمدة، روايات صحيحة متعددة، تدل على ثبوت حد الرجم للزاني المحصن، منها: حديث يدل على واقعة تضمنت ثبوت حكم الرجم عند اليهود وأن بعض اليهود الذين كانوا في المدينة المنورة جاؤا إلى رسول الله ﷺ؛ ليحكم في حادثة زنا، فسألهم عما في التوراة في الزاني المحصن فقالوا: تسويد الوجه بالفحم والإهانة وكان هذا غير الحقيقة، التي ظهرت منها آية الرجم في التوراة. وقد أمر رسول الله صلى الله عليه وسلم باليهوديين فرجما وهذا يدل على ثبوت حد الرجم في الإسلام الموافق لما في التوراة عند اليهود.
ونص الحديث:
«عن ابن عمر رضي الله عنهما قال: أتي رسول الله ﷺ بيهودي ويهودية قد أحدثا فقال: ما تجدون في كتابكم؟ قالوا: إن أحبارنا أحدثوا تحميم الوجه والتجيبة قال عبد الله بن سلام: أدعهم يارسول الله بالتوراة، فأتى بها فوضع أحدهم يده على آية الرجم فجعل يقرأ ما قبلها وما بعدها فقال له عبد الله بن سلام ارفع يدك فإذا آية الرجم تحت يده فأمر بهما رسول الله فرجما. قال ابن عمر فرجما عند البلاط فرأيت اليهودي أجنأ عليها». وهو دليل على ثبوت حد الرجم، بحكم الله، في الشرع الإسلامي، موافقا لما في حكم به الله تعالى في التوراة، وليس معناه أن المسلمين أخذوا الحكم تقليدا لليهود. وإقامة حد الرجم لا يعقل أن يطبق بشهادة الصحابة: إلا بوحي من عند الله تعالى.
وورد في صحيح البخاري:
«عن علي رضي الله عنه حين رجم المرأة يوم الجمعة وقال: قد رجمتها بسنة رسول الله ﷺ». يعنى: إنه إذا لم يوجد في المصحف ما يدل على الرجم؛ فإن الحكم ثابت بالسنة النبوية.
«عن جابر أن رجلا من أسلم جاء النبي صلى الله عليه وسلم فاعترف بالزنا فأعرض عنه النبي صلى الله عليه وسلم حتى شهد على نفسه أربع مرات قال له النبي صلى الله عليه وسلم أبك جنون قال لا قال آحصنت قال نعم فأمر به فرجم بالمصلى فلما أذلقته الحجارة فر فأدرك فرجم حتى مات فقال له النبي صلى الله عليه وسلم خيرا وصلى عليه لم يقل يونس وابن جريج عن الزهري فصلى عليه سئل أبو عبد الله فصلى عليه يصح قال رواه معمر قيل له رواه غير معمر قال لا».
«عن عائشة رضي الله عنها قالت اختصم سعد وابن زمعة فقال النبي صلى الله عليه وسلم هو لك يا عبد بن زمعة الولد للفراش واحتجبي منه يا سودة. زاد لنا قتيبة عن الليث وللعاهر الحجر».

## راجع أيضا
- رجم
- آية الرجم
- إعدام
- زنا